# Konstytucja Królestwa Polskiego

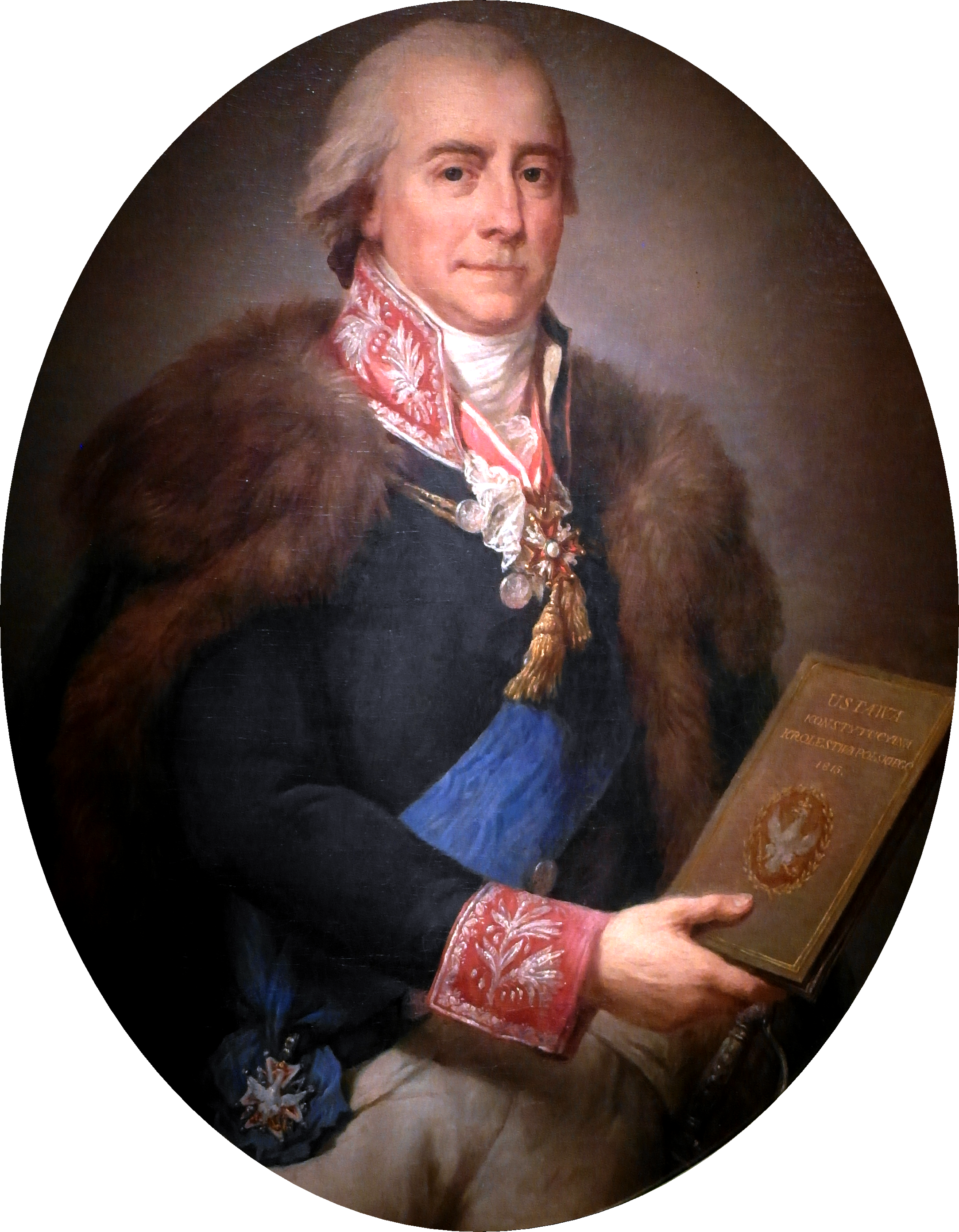
Prezes Senatu Królestwa Polskiego Tomasz Adam Ostrowski stał na czele komitetu opracowującego konstytucję królestwa, przedstawiony na portrecie Marcello Bacciarellego z 1817 roku w mundurze obywatelskim według wzoru z 1809 roku, w ręku trzyma egzemplarz Konstytucji Królestwa Polskiego z 1815 roku

Konstytucja Królestwa Polskiego, właściwie Ustawa konstytucyjna Królestwa Polskiego – konstytucja Królestwa Polskiego nadana przez cesarza Rosji i króla Polski Aleksandra I, będąca wypełnieniem postanowień kongresu wiedeńskiego. Zaliczana jest do najbardziej liberalnych w pokongresowej Europie. Przy jej redakcji pracował kilkuosobowy zespół, z księciem Adamem Jerzym Czartoryskim na czele. Ostateczny tekst uwzględniał uwagi króla, który 27 listopada 1815 konstytucję podpisał, przez co uzyskała moc prawną. Była to tzw. konstytucja oktrojowana, czyli nadana odgórnie, nie zaś zatwierdzona przez Sejm. Obowiązywała w Królestwie Polskim do 26 lutego 1832, gdy Mikołaj I wprowadził w jej miejsce Statut Organiczny dla Królestwa Polskiego.
Ustawa Konstytucyjna Królestwa Polskiego liczyła 165 artykułów zgrupowanych w 7 tytułach.
13 lutego 1825 król Aleksander I znowelizował Konstytucję dodając Artykuł Dodatkowy wprowadzający tajność obrad Sejmu.

## Postanowienia konstytucyjne
Królestwo Polskie było monarchią konstytucyjną, połączoną unią personalną z Cesarstwem Rosyjskim, ze wspólną polityką zagraniczną. Każdorazowy cesarz Rosji stawał się królem Polski.
Odrębne pozostawały:
- parlament
- narodowe wojsko
- aparat państwowy
- prawo i sądownictwo.

## Król
- „Rząd jest w osobie króla. Król sprawuje władzę wykonawczą w całej swojej rozciągłości” (art. 35)
- „osoba królewska jest święta i nietykalna” (art. 36)
- zwoływał zgromadzenia wyborcze oraz mianował marszałków sejmików i zgromadzeń gminnych
- zwoływał, odraczał i rozwiązywał sejmy zwyczajne i nadzwyczajne
- powoływał ministrów, senatorów i wyższych urzędników
- miał prawo sankcji ustaw i uchwał sejmu
- jako jedyny stan sejmujący dysponował inicjatywą ustawodawczą
- dysponował prawem zawieszania ustaw sejmowych
- królowi przysługiwało prawo wypowiadania wojny oraz zawierania umów międzynarodowych
- król powoływał i odwoływał namiestnika
- w wypadku nieobsadzenia urzędu namiestnika, król mógł powołać prezesa Rady Administracyjnej
- sądy wyrokowały w imieniu monarchy.

## Namiestnik
- przewodniczył Radzie Stanu
- decyzje podejmował w czasie posiedzeń Rady Administracyjnej
- decyzje namiestnika wymagały kontrasygnaty odpowiedniego ministra
- przedstawiał królowi kandydatów na ministrów, kandydatów na senatorów i wyższych urzędników państwowych
- mianował pozostałych urzędników publicznych.

## Rada Stanu

### Rada Administracyjna
Jako Rząd krajowy od 1826 roku, w składzie 5 ministrów (Wyznań Religijnych i Oświecenia Publicznego, Sprawiedliwości, Spraw Wewnętrznych i Policji, Wojny, Przychodów i Skarbu) oraz osób powołanych przez króla, była najwyższą władzą wykonawczą i administracyjną w kraju.

### Zgromadzenie Ogólne Rady Stanu
W jej skład wchodzili:
- ministrowie (5)
- radcy stanu (zwyczajni i nadzwyczajni)
- sekretarz stanu
- referendarze
- inne osoby powoływane przez króla.

#### Uprawnienia ZO RS
- opracowywanie projektów praw sejmowych i aktów królewskich do akceptacji króla
- przekazywanie ostatecznych wersji praw i aktów pod obrady sejmowe
- oddawanie pod sąd urzędników administracyjnych (nominowanych przez króla)
- sądownictwo kompetencyjne
- sądownictwo administracyjne (od 1816 do 1822 r. za pośrednictwem Delegacji Administracyjnej)
- przyjmowanie corocznych sprawozdań z działalności komisji rządowych
- przekazywanie królowi raportów o stanie kraju.

## Sejm
- trzy stany sejmujące, tj. król, Senat i Izba Poselska miały pełnię władzy prawodawczej
- członków Izby Poselskiej wybierano na 6 lat, przy założeniu, że co dwa lata odnawiano 1/3 składu izby
- członkowie parlamentu uzyskali immunitet w sprawach karnych na czas trwania sejmu.

### System wyborczy
System wyborczy był oparty na podziale kraju na:
- 77 powiatów, w których szlachta (posesjonaci) wybierała po jednym pośle
- 51 okręgów gminnych, w których wyborcy nienależący do szlachty wybierali 1 deputowanego.

### Prawa wyborcze
- czynne prawo wyborcze uzyskali mężczyźni po ukończeniu 21 roku życia i mający prawa obywatelskie.
- bierne prawo wyborcze przyznano:
  - osobom umiejącym pisać i czytać (cenzus wykształcenia)
  - osobom opłacającym znaczny podatek (cenzus majątkowy)
- odebrano prawa wyborcze wojskowym w służbie czynnej.

### Izba Poselska
- sejmy zwyczajne miały zbierać się co 2 lata w Warszawie na 30 dni
- obrady sejmu były jawne (do 1825 r.)
- w rzeczywistości sejm zebrał się cztery razy: 1818, 1820, 1825 i 1830.

#### Kompetencje Izby Poselskiej
- samodzielnie uchwalała ustawy w zakresie spraw cywilnych, administracyjnych i sądowniczych
- z woli króla wydawała akty prawne w sprawach podatkowych, systemu monetarnego oraz zaciągu do wojska
- posiadała kompetencje kontrolne nad rządem
- posłowie i deputowani mieli możliwość składania petycji.

### Senat
w składzie:
- 9 biskupów
- wojewodowie i kasztelani
- rosyjscy książęta krwi cesarsko-królewskiej

#### Kompetencje Senatu
- równorzędna pozycja z Izbą Poselską w kwestii ustawodawczej
- przeprowadzanie rugów
- kontrola ksiąg obywatelskich
- pełnienie funkcji Sądu Sejmowego.

### Przechowywanie dokumentu
W 1836 r. senat zamówił ozdobną szkatułę celem przechowywania w niej dokumentów: oprawionego w aksamit oryginału konstytucji, napisanej w języku francuskim, jej polskiego tłumaczenia ze stycznia 1822, starszej wersji roboczej dokumentu francuskojęzycznego napisanej 25 V 1815 z naniesionymi osobiście przez cara korektami i uwagami oraz kopie carskiego listu skierowanego do prezesa senatu Królestwa z uwagami nt. polskiego tłumaczenia konstytucji. Szkatułę długości ponad 50 cm i jej ozdoby wykonano w stylu empire z brązu. We wszystkich rogach i na wieku umieszczono figurę jednogłowego, nieukoronowanego orła, na bocznych ściankach szkatuły i wieka znalazły się medaliony, m.in. z portretem Aleksandra I, godłem Rosji, herbami polskimi i rosyjskimi. Ozdoby były złocone. Po klęsce powstania listopadowego władze carskie wywiozły szkatułę wraz z dokumentami z Warszawy do Moskwy i umieściły w zbiorach zbrojowni kremlowskiej, w specjalnej sali prezentującej łupy wojenne Rosji. Znajdowała się tam do upadku caratu. W ramach umowy o zwrocie polskich skarbów kultury zawartej w traktacie ryskim, władze bolszewickie przekazały ją w lutym 1922 Polsce. Przypuszczalnie weszła wraz z zawartością w skład zbiorów Zamku Królewskiego w Warszawie. W czasie kampanii wrześniowej, tak jak i wiele innych ważnych kulturowo zabytków polskich, ewakuowano ją do pałacu Janusza Radziwiłła w Ołyce, gdzie po agresji ZSRR na Polskę skonfiskowali ją funkcjonariusze NKWD i przewieźli do Moskwy. Po pewnym czasie została wpisana na stan tamtejszego Centralnego Państwowego Archiwum Historycznego i w zasobach tej instytucji pozostaje do dziś. Do 1992 fakt jej posiadania utrzymywano w tajemnicy, później była kilkakrotnie eksponowana na wystawach w Rosji.